# 에디 마산
에디 마산(Eddie Marsan, 1968년 6월 23일 ~ )은 잉글랜드의 배우이다.

## 주요 출연작

### 영화
- 2006년 일루셔니스트: 조셉 피셔 역
- 2006년 식스티 식스: 매니 리우벤스 역
- 2006년 로켓 포스트
- 2011년 셜록 홈즈: 그림자 게임: 레스트레이드 경감 역
- 2012년 스노우 화이트 앤 더 헌츠맨: 듀어 역
- 2013년 잭 더 자이언트 킬러: 크로 역
- 2017년 아토믹 블론드: 스파이 글래스 역
- 2018년 엔테베 작전: 시몬 페레스 역
- 2018년 바이스: 폴 월포위츠 역
- 2018년 모글리: 정글의 전설: 비한 역 (목소리)
- 2019년 분노의 질주: 홉스 & 쇼: 안드레이코 교수 역
- 2019년 피드백: 자비스 돌란 역
- 2019년 프로페서 앤 매드맨: 먼시 역
- 2019년 애비게일: 조나단 포스터 역
- 2020년 젠틀맨: 빅 데이브 역
- 2021년 캐시트럭: 테리 로시 역
- 2022년 베스퍼 : 요나스 역
- 2022년 추즈 오어 다이
- 2022년 스파이 코드명 포춘

### 드라마
- 2019년 ~ 2020년 레이 도노반 시즌 7: 테리 도노반 역